# Ferrovia Lilla-Fontinettes
La ferrovia Lilla-Fontinettes (Ligne de Lille aux Fontinettes in francese) è una linea ferroviaria francese a scartamento ordinario lunga 105 km che unisce Lilla con la stazione Fontinettes di Calais, nell'Alta Francia.

## Storia
La linea fu costruita dalla Compagnie du Chémin de fer du Nord e aperta al traffico il 1º settembre 1848.
Il tratto tra Lilla e Hazebrouck fu elettrificato nel 1964 mentre quello tra Hazebrouck e Calais nel 1993.